# Perle fondue

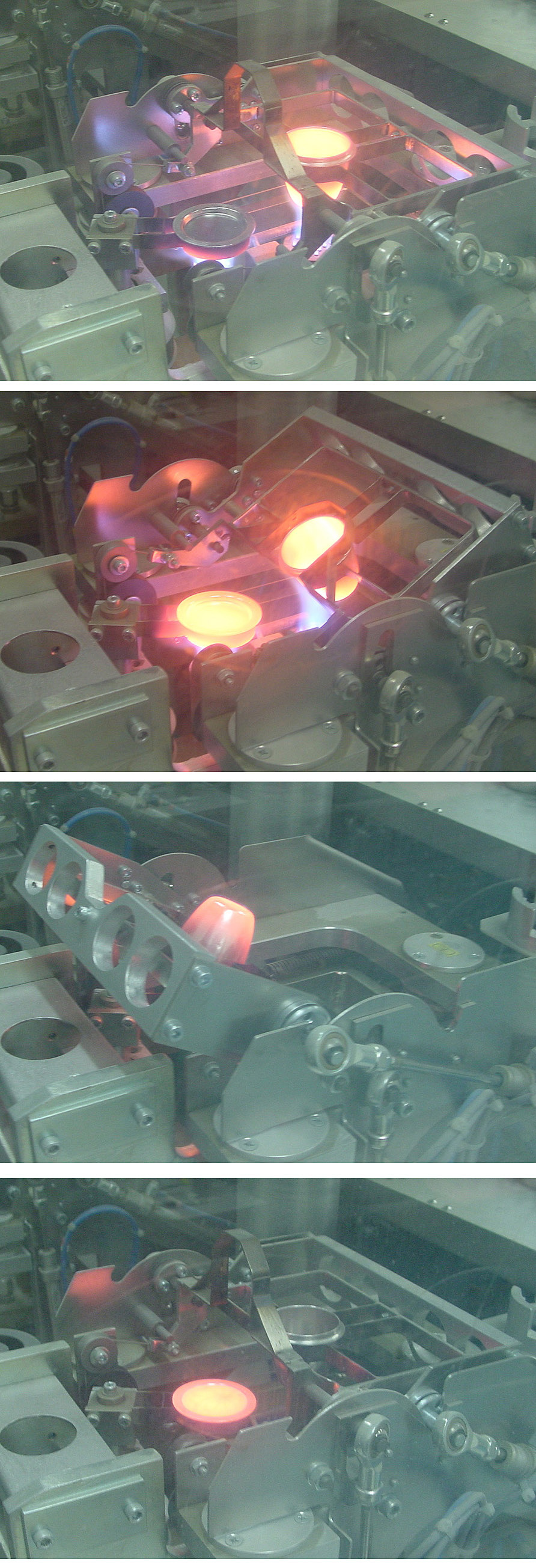
Fusion d'une perle pour la spectrométrie de fluorescence X à
dans un appareil automatique Herzog dans un laboratoire de contrôle d'une fabrique de ciment. Figure 1 : fusion, figure 2 : préchauffage du moule, figure 3 : versement du liquide, figure 4 : refroidissement de la perle.

La technique de la perle fondue (en anglais fused bead) est une technique de préparation d'échantillon utilisée en spectrométrie de fluorescence des rayons X. Elle consiste à dissoudre le matériau dans un verre, puis à analyser le verre. Cette technique a été inventée par Fernand Claisse en 1955.
Comme les verres utilisés sont tous des borates (à quelques rares exceptions près), certains parlent de fusion aux borates ; certains utilisent même le terme de perle au borax, car le borax fut l'un des premiers utilisés puisque, sans être le verre le plus utilisé, il était déjà largement employé dans la fusion des verres.
La fusion dans un verre peut aussi être utilisée pour une analyse avec une torche à plasma couplée à un spectromètre d'émission optique (ICP-OES) : le verre est alors dissous dans un acide, et c'est la solution aqueuse résultante qui est analysée.

## Principe de la technique
Cette technique est en général utilisée pour analyser des matériaux hétérogènes solides résistant à de hautes températures : en général des oxydes, tels que les roches ou le ciment. Le matériau est réduit en poudre et mélangé au produit verrier (ou « matrice », « flux » ou encore « fondant ») lui-même pulvérulent ; les proportions sont en général d'environ 1/5 (20 %m) de matériau pour 4/5 de fondant en masse. Le mélange est chauffé à environ 1 100 °C dans un creuset, en général en platine ou parfois en graphite ; on utilise des brûleurs à gaz, une fournaise électrique ou bien un chauffage par induction magnétique. La matrice du verre fond et le matériau se dissout dedans ; le matériau en lui-même ne fond en général pas. Pour assurer l'homogénéité du mélange, le creuset est agité d'un mouvement de rotation et/ou de balancement.
Les matrices les plus courantes sont le métaborate de lithium LiBO2 (ou LiM en abrégé) et le tétraborate de lithiumLi2B4O7 (ou LiT). En effet, ces éléments sont très légers (numéro atomique Z faible) donc ne génèrent quasiment aucun signal par fluorescence X, ils ne viennent ainsi pas perturber la mesure des autres éléments. Par ailleurs, ils absorbent peu les rayons X et ne gênent donc pas l'analyse d'autres éléments légers comme le sodium ou le magnésium — l'analyse d'éléments plus légers, comme l'oxygène, l'azote ou le carbone est possible en fluorescence X, mais extrêmement difficile, et inenvisageable dans le cas d'un matériau dilué comme dans le cas d'une perle.
On utilise parfois d'autres fondants, comme le tétraborate de sodium Na2B4O7 (borax sous sa forme hydratée) ou le métaphosphate de sodium NaPO3.
Pour une utilisation en spectrométrie de fluorescence X, il faut à tout prix éviter la cristallisation (ou dévitrification) : en effet, un échantillon cristallisé diffracterait les rayons X ce qui perturberait la mesure. Les principales causes de cristallisation sont :
- une dilution trop importante — une teneur trop faible en matière à analyser (les fondants purs tendent à cristalliser) ;
- une température de chauffe incorrecte ;
- une vitesse de refroidissement trop rapide ;
- la présence de vibrations ;
- la présence de corps étrangers ou d'aspérités (le moule doit être repoli régulièrement), provoquant une amorce de germination.

Par ailleurs, la cristallisation est exothermique ce qui modifie les conditions de refroidissement et peut causer la formation de bulles (blanchiment de l'échantillon).

## Influence des différents facteurs
Historiquement, le premier mélange proposé par Fernand Claisse était 100 unités (en masse) de tétraborate de sodium pour une unité d'échantillon. En 1962, H. Rose proposa un mélange tétraborate de lithium/échantillon dans les proportions 4:1. La composition et la concentration de flux a depuis été largement étudiée, et de nombreuses solutions sont proposées en fonction de la nature de l'échantillon.
Le tétraborate de lithium Li2B4O7 est acide et convient mieux pour la dissolution des roches basiques, par exemple contenant de la dolomite.
Le métaborate de lithium LiBO2 est basique, et convient mieux à la fusion des roches acides, riches en silice ; quelques oxydes ont une solubilité plus élevée dans le métaborate que dans le tétraborate, c'est-à-dire qu'on peut les dissoudre dans le métaborate à des concentrations où ils précipiteraient dans le tétraborate. Cependant, le métaborate cristallise facilement, la proportion d'échantillon est donc en général plus élevée (au-dessus de 1/3) lorsqu'on l'utilise pur.
On utilise fréquemment des mélanges de méta- et tétraborate de lithium à diverses proportions (en général 2/3-1/3 ou 50-50) pour s'adapter au matériau.
L'acidité est en général estimée par l'indice d'acidité,
qui est le nombre d'atomes d'oxygène divisé par le nombre des autres atomes ; par exemple, le SiO2 a un indice d'acidité de 2, le CaCO3 a un indice d'acidité de 1,5. L'indice d'acidité permet de choisir les proportions échantillon/fondant ainsi que la composition du fondant ; cependant, une phase mineure (en faibles proportions) contribuera peu à l'indice global et la-dite phase peut donc ne pas être adaptée au fondant choisi, ce qui pourra poser problème (mais une phase inadaptée en concentrations très faible se dissout en général bien).
| Matériau   | Indice d'acidité |
| ---------- | ---------------- |
| CaCO3      | 1,5              |
| SiO2, TiO2 | 2                |
| P2O5       | 2,5              |

Les éléments ont au moins deux degrés d'oxydation : la forme « atomique » et la forme ionique. Certains éléments ont plusieurs formes oxydées (par exemple le fer) ; dans ce cas-là, le mélange final est un équilibre entre les différentes formes d'oxyde, certaines formes pouvant être quasiment absentes. Selon le fondant, il peut donc y avoir des traces d'éléments non oxydés.
La fusion ne se fait bien qu'avec des matériaux oxydés (les métaux nobles tels que le platine, l'or ou le palladium ainsi que les sulfures et les halogénures, ne se dissolvent pas dans ces matrices), la dissolution est donc parfois précédée d'une phase d'oxydation, par exemple en chauffant le matériau réduit en poudre avec du nitrate d'ammonium NH4NO3, ou de préférence du nitrate de sodium ou de lithium, ou bien en l'attaquant avec un acide comme l'acide bromique HBr. On peut utiliser du peroxyde de sodium Na2O2, ou de l'oxyde de vanadium V2O5 (notamment pour oxyder les carbures).
On utilise parfois des additifs facilitant le démoulage ou diminuant la mouillabilité (augmentant la tension superficielle), en général des halogénures de lithium ou de sodium : LiBr, LiI ou NaI, parfois NH4I, à des teneurs allant de 0,1 à 0,5 %m. L'inconvénient des agents de démoulage est qu'une partie se volatilise (sous la forme de Br2 ou de I2), et que le restant se retrouve pour une part dans la perle et pour une autre part en surface, formant un film qui n'est d'ailleurs probablement pas de l'agent anti-mouillant pur mais contient des atomes du matériau. Il est donc difficile de corriger de leur effet sur les autres éléments : il faudrait pour cela connaître de manière rigoureuse les proportions dans la perle et sur la perle.
L'état de surface du creuset peut également avoir son importance. Des aspérités peuvent créer une adhérence de l'échantillon et donc gêner son démoulage, voire être à l'origine de fissures en provoquant des contraintes lors du refroidissement. Il peut donc être nécessaire de repolir le creuset.
Le mode de chauffage va déterminer la température accessible et l'environnement chimique de la fusion. Les chauffages électriques, par induction, permettent de chauffer à basse température, ce qui permet d'éviter la volatilisation de certains composés. Le chauffage à flamme peut créer une atmosphère oxydante ou réductrice, qui peut influencer la solubilité des composés. En fait, de nombreux paramètres, plus ou moins maîtrisables selon la machine de fusion, peuvent être importants dans certains cas : agitation (rotation ou tangage du creuset), gradient thermique, atmosphère…
Certains matériaux peuvent réagir avec le creuset, rendant la méthode de fusion délicate. Par exemple, le phosphore forme un eutectique avec le platine, qui fond vers 580 °C.

## Conservation
Il peut être nécessaire de conserver les perles, soit qu'il s'agisse d'étalons à remesurer régulièrement, soit qu'il s'agisse d'inconnus que l'on veut conserver. Les méta- et tétraborates de lithium sont hygroscopiques, les perles doivent donc être conservées dans un dessiccateur, ou éventuellement sous vide (certains spectromètres disposent d'un emplacement réservé aux étalons dans l'enceinte de vide).
Avant la mesure, ils peuvent être nettoyés afin d'enlever une éventuelle pollution superficielle, comme de la poussière ou des traces de doigt. On utilise en général un solvant de type acétone ou éthanol. Si la perle présente des impacts ou des rayures, elle doivent être repolies avant mesure (polissage à sec ou éventuellement à l'eau distillée, puis nettoyage comme ci-dessus et séchage).

## Intérêts et inconvénients de la technique
La technique permet d'avoir un échantillon très homogène ; or, l'homogénéité est un facteur important pour l'exactitude des mesures en fluorescence X. La matrice du verre est très transparente aux rayons X, ce qui diminue les effets de matrice, et facilite donc l'analyse des éléments légers (entre le sodium et le chlore, troisième ligne du tableau périodique des éléments).
Par ailleurs, les oxydes naturels sont en général cristallisés, les rayons X du tube diffractent sur l'échantillon et donnent un signal parasite. Le fait d'avoir un échantillon amorphe permet de ne pas avoir de diffraction.
Par contre, on dilue l'échantillon, ce qui rend un peu difficile la mesure des traces (éléments en très faible teneur). Par ailleurs, comme toute étape de préparation, il introduit une erreur possible (problème de dosage, pollution accidentelle…), et la fabrication d'une perle homogène est parfois difficile, voire — rarement — impossible. Lorsque la perle cristallise, présente des bulles ou des aspérités, il est nécessaire de la refondre ou de la broyer et d'en analyser la poudre (analyse sur un film polymère sous une atmosphère hélium), ce qui ajoute encore une source d'erreur. Il est alors préférable de rechercher la cause de la cristallisation.
Du fait du chauffage intense, une partie du matériau peut partir sous forme gazeuse ; on pense évidemment à l'eau (humidité résiduelle ou eau liée), mais d'autres produits sont volatils, les composés halogénés, et il peut aussi se produire une calcination du type :
CaCO3 → CaO + CO2
Cette perte de masse équivaut à une reconcentration de l'échantillon (l'inverse de la dilution), et s'appelle la perte au feu (ou loss on ignition, LOI). L'utilisateur doit alors prendre en compte cette perte au feu d'une part pour retrouver les concentrations dans l'échantillon original (matériau avant fabrication de la perle), mais aussi pour indiquer les « bonnes » espèces chimiques (dans l'exemple ci-dessus, CaCO3 alors que c'est du CaO qui est mesuré). La perte au feu peut être :
- mesurée : on pèse l'échantillon avant et après calcination ;
- estimée, à partir de la composition chimique u produit avant calcination, ou bien par complément à 100 % : si le calcul ne donne pas 100 %, on estime que ce qui manque est ce qui est parti.

Ces points sont pris en compte par les logiciels modernes de traitement des résultats, souvent de manière automatique.
La calcination, éventuellement précédé d'une phase d'oxydation, a l'avantage de créer des composés étant majoritairement à leur degré d'oxydation maximum. Or, les atomes oxydants (oxygène, soufre…), sont des atomes légers difficiles à analyser par fluorescence X, et qui doivent donc être estimés par le logiciel de traitement des données. Le fait d'avoir des composés de composition « connue » dans la perle permet de mieux estimer ces teneurs, donc d'avoir un résultat plus proche de la réalité. De même, la mesure de la perte au feu est un moyen d'estimer la teneur en carbone dans l'échantillon d'origine.
Si l'on doit ensuite dissoudre le verre dans un acide pour une analyse dans une torche à plasma, un certain nombre de contraintes disparaissent voire sont inversées. Par exemple, on a intérêt à avoir un verre qui cristallise, car il forme alors de petits cristaux qui se dissolvent facilement, qu'un verre amorphe.